# Marie Crous
Marie Crous (fl. 1641) was een Franse wiskundige. Zij is bekend gebleven door twee publicaties: een studie uit 1636 waarin ze een bijdrage leverde aan de verdere ontwikkeling van het rekenen met decimale breuken, en een leerboek met praktische rekenregels uit 1641. Zij stelde al in 1636 voor om in Frankrijk het decimale stelsel in te voeren. 

## Leven en werk
Er is weinig bekend over het leven van Crous; ook haar geboorte- en sterfdata zijn onduidelijk. Naar haar eigen zeggen was ze van bescheiden afkomst. Zij was de lerares van Charlotte de Caumont La Force, een meisje uit een adellijke Hugenoten familie, en genoot de steun van de salonnière Madame de Combalet, de hertogin d'Aiguillion, een nicht van kardinaal Richelieu.
Crous is bekend gebleven door twee publicaties: 
- Advis de Marie Crous aux filles exersantes l'arithmetique: sur les dixmes ou dixiesme du sieur Stevin. 1636 - een studie over het decimalen die voortbouwt op het werk van Simon Stevin
- Abbrégé recherché de Marie Crous. Pour tirer la solution de toutes propositions d'aritmetique, dependantes des reigles y contenuës. 1641 - een leerboek met rekenregels vooral voor gebruik in handel en nijverheid.

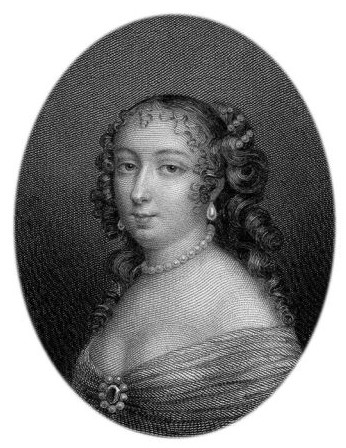
De hertogin d'Aiguillon, die beschermvrouwe was van Marie Crous

Het werk van Crous gaat verder dan de gangbare rekenboeken uit haar tijd. De Advis bevat een presentatie van decimale breuken, gebaseerd op Simon Stevin's werk De Thiende. Ze introduceerde een verandering ten opzichte van het werk van Stevin: de introductie van een punt (nu in veel landen een komma) om de eenheden te scheiden van het decimale deel, en de nul om aan te geven dat een bepaalde positie leeg is. De Abbrégé is een overzicht van rekenregels, onder andere voor gebruik bij hoofdrekenen.
Crous stelt dat haar beide boeken in samenhang moeten worden gebruik. Zij presenteerde haar werk als studiemateriaal voor vrouwen en meisjes die zich 'uit belangstelling of noodzaak' wilden verdiepen in rekenkunde. De Advis is opgedragen aan haar leerling Charlotte de Caumont La Force. De Abbrégé is opgedragen aan Madame de Combalet, haar beschermvrouwe. In het voorwoord van de Advis stelde ze voor om in Frankrijk een decimaal metriek stelsel van maten en gewichten in te voeren; dit zou pas aan het eind van de achttiende eeuw gebeuren.

## Publicaties
- Advis de Marie Crous aux filles exersantes l'arithmetique: sur les dixmes ou dixiesme du sieur Stevin. Contenant plusieurs advertissements demonstrations, & propositions: esquelles est declaré comment elles se peuvent servir de la partition des dixmes, sans le changement des divisions des monnoyes, poids & mesures: par le moyen de cinq Tables y contenuës. Le tout renvoyé à mon abregé pour y estre très-utile., Paris, 1636.

- Abbrégé recherché de Marie Crous. Pour tirer la solution de toutes propositions d'aritmetique, dependantes des reigles y contenuës: Avec quelques propositions sur les Changes, Esconptes, Interests, Compagnies, Associations, Payemens, Departemens des deniers, Meslanges, Bureau des Monnaies & Thoisages, divisé en trois parties. Ensemble un advis aux filles exersantes l'arithmétique sur les dixmes ou dixiesmes du sieur Stevin, Paris, Jacques Auvray, 1641.

- Système universitaire de documentation: 193225506
- Virtual International Authority File: 138146573782338100183